# Sidney (Ohio)
Sidney es una ciudad ubicada en el condado de Shelby en el estado estadounidense de Ohio. En el Censo de 2010 tenía una población de 21229 habitantes y una densidad poblacional de 674,34 personas por km².

## Geografía
Sidney se encuentra ubicada en las coordenadas 40°17′22″N 84°10′0″O / 40.28944, -84.16667. Según la Oficina del Censo de los Estados Unidos, Sidney tiene una superficie total de 31.48 km², de la cual 31.14 km² corresponden a tierra firme y (1.09%) 0.34 km² es agua.

## Demografía
Según el censo de 2010, había 21229 personas residiendo en Sidney. La densidad de población era de 674,34 hab./km². De los 21229 habitantes, Sidney estaba compuesto por el 90.28% blancos, el 3.66% eran afroamericanos, el 0.2% eran amerindios, el 1.65% eran asiáticos, el 0.15% eran isleños del Pacífico, el 0.8% eran de otras razas y el 3.26% pertenecían a dos o más razas. Del total de la población el 2.18% eran hispanos o latinos de cualquier raza.